# Claes Nordmark
Claes Joachim Nordmark, född 12 mars 1977 i Överluleå församling, Norrbottens län, är en svensk socialdemokratisk politiker. Han var kommunalråd och kommunstyrelsens ordförande i Bodens kommun. Sedan 2020 var han även ordförande för Norrbottens Kommuner, en fristående intresseorganisation. Nordmark har varit politiskt sakkunnig hos dåvarande landsbygdsminister Sven-Erik Bucht; innan dess var han politisk sekreterare åt Mikael Damberg i riksdagen.
Nordmark har en magisterexamen i statsvetenskap vid Uppsala universitet.
Han lämnade alla sina politiska uppdrag 2025 då han åtalades för brott 